# 王宫广场 (斯图加特)

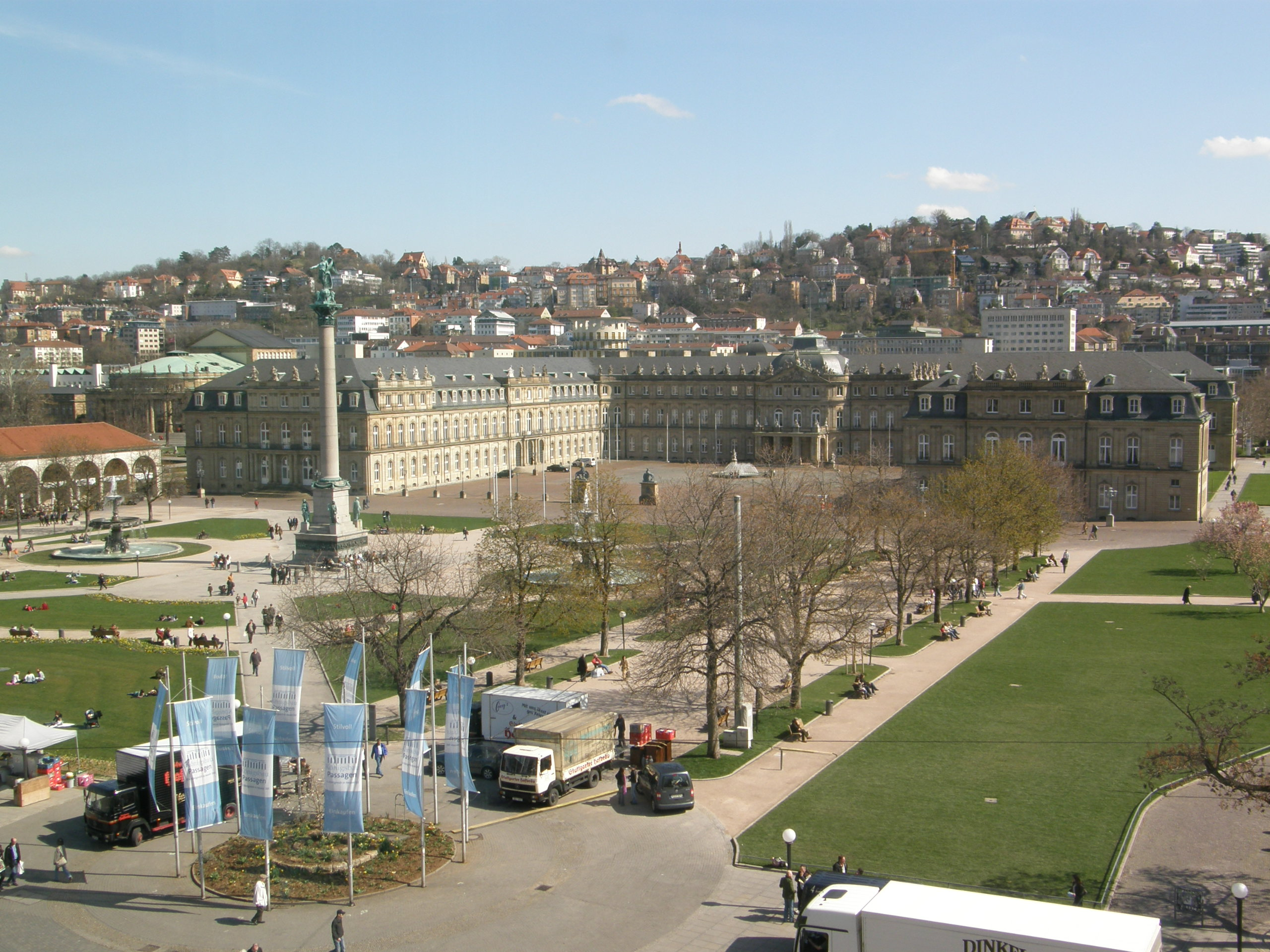
王宫广场与新王宫

王宫广场(Schlossplatz)是斯图加特市中心最大的广场，东南侧为建于1746年至1807年的新王宫，西北侧为古典主义风格的国王大厦。
王宫广场毗邻该市另外两个受欢迎的广场：南面的卡尔广场和西南面的席勒广场。王宫广场每年举行大型户外活动，如露天音乐会，儿童交易会和圣诞市场，室外冰场。
在1977年整个广场为国家园林展进行了全面翻修。2006年为举办世界杯决赛整修了草坪和花坛。2006年世界杯期间，广场设有3个巨大的屏幕，超过40,000名观众观看赛事直播。2008年夏天，联合巴迪熊来此巡演。

## 图片

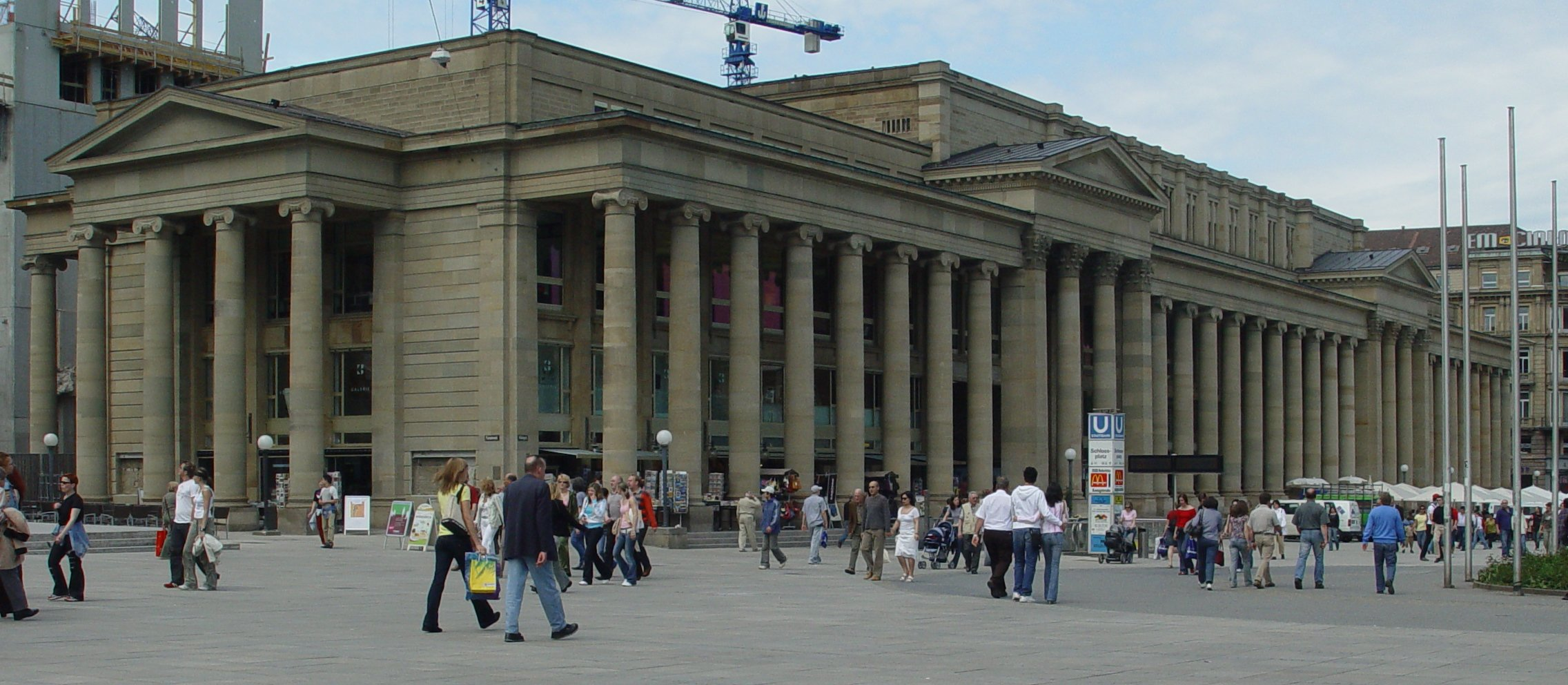
国王大厦
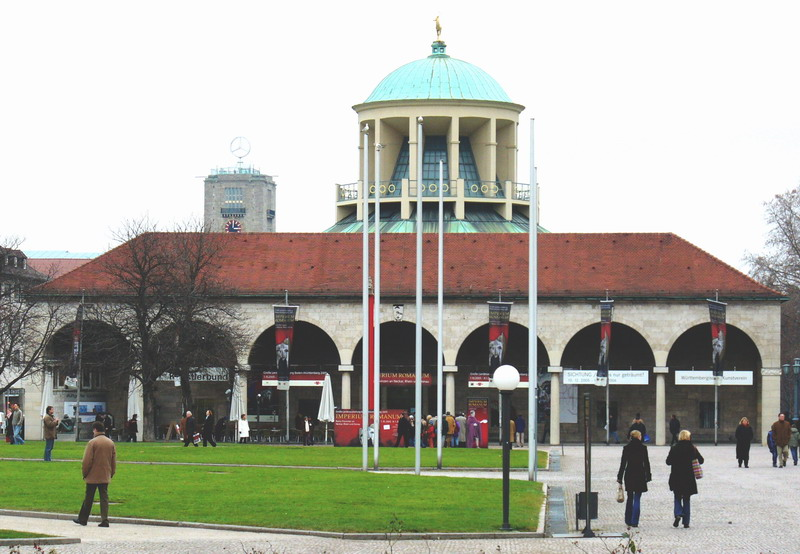
艺术中心
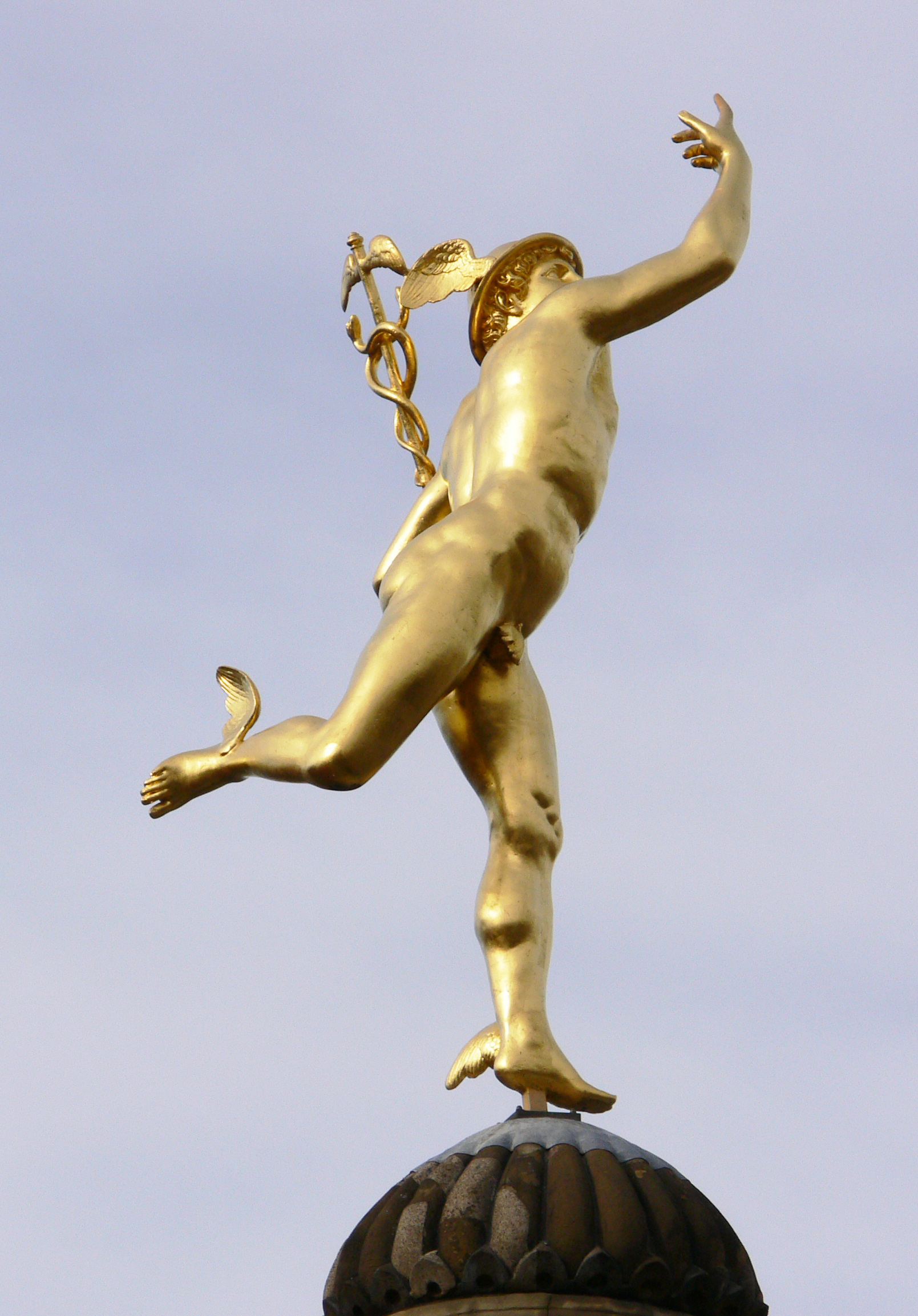
Mercury Pillar
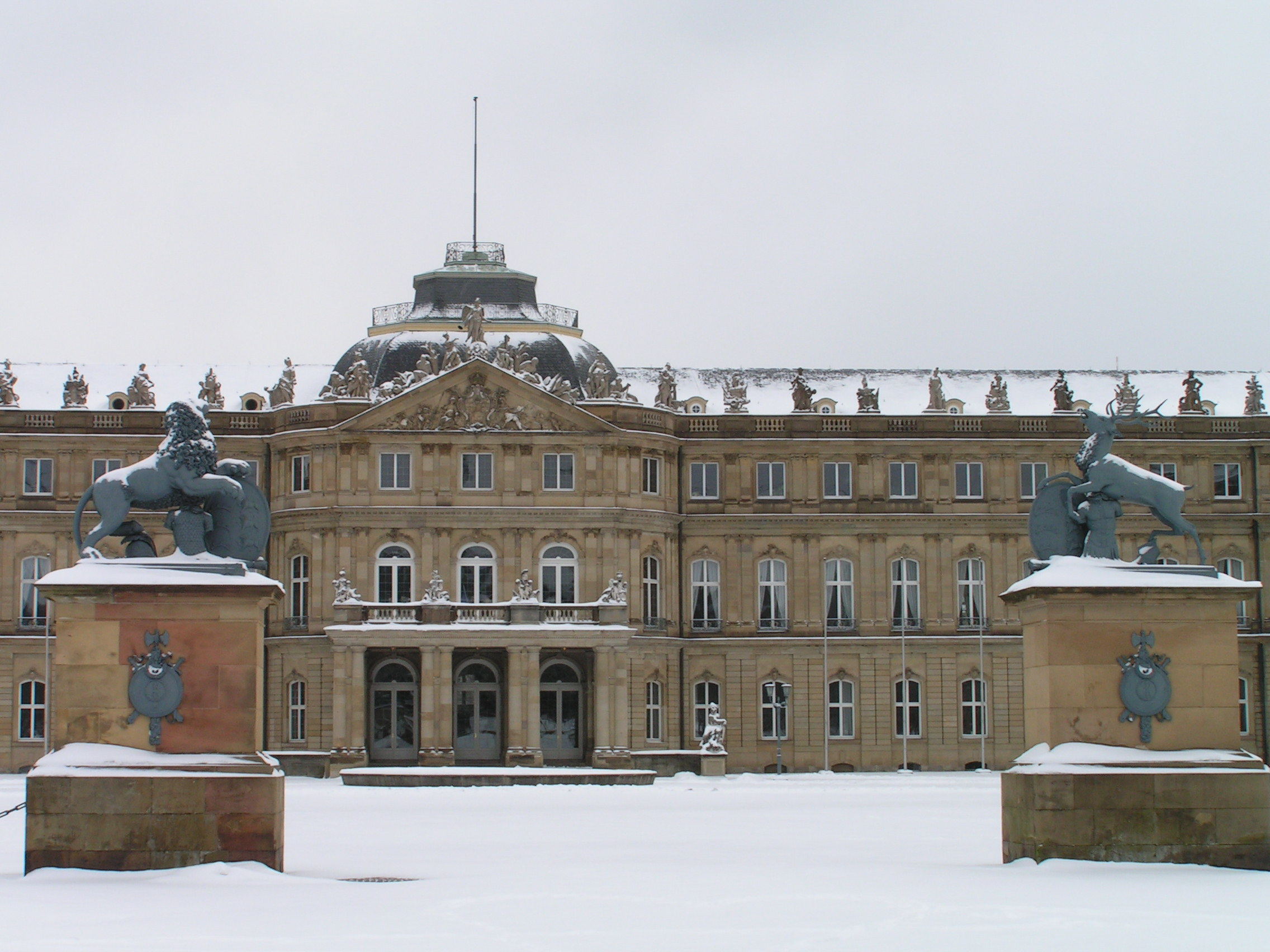
新王宫入口
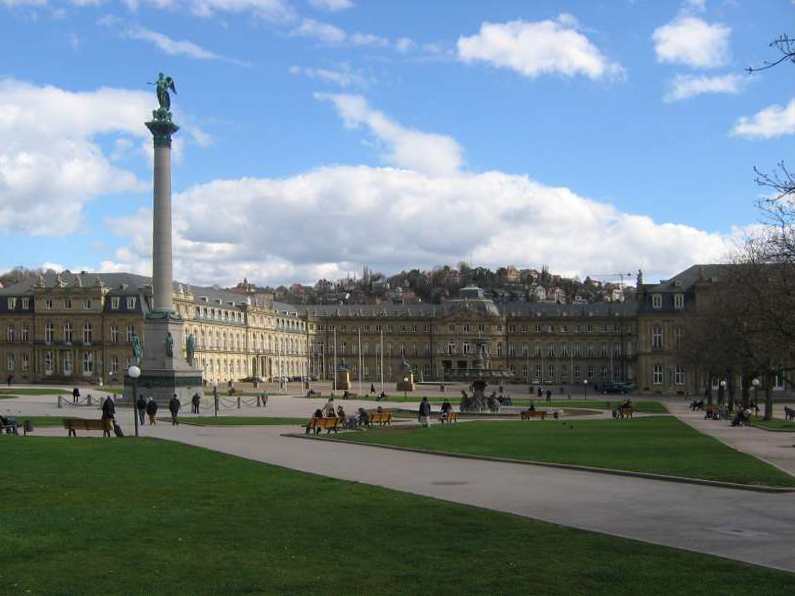
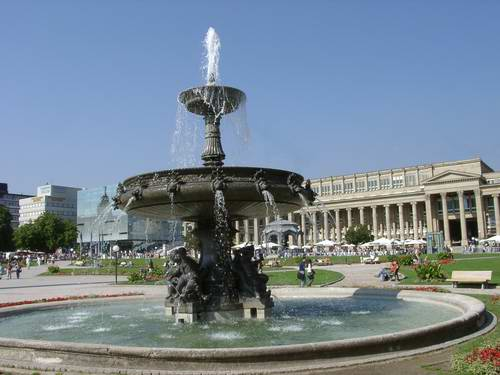
喷泉
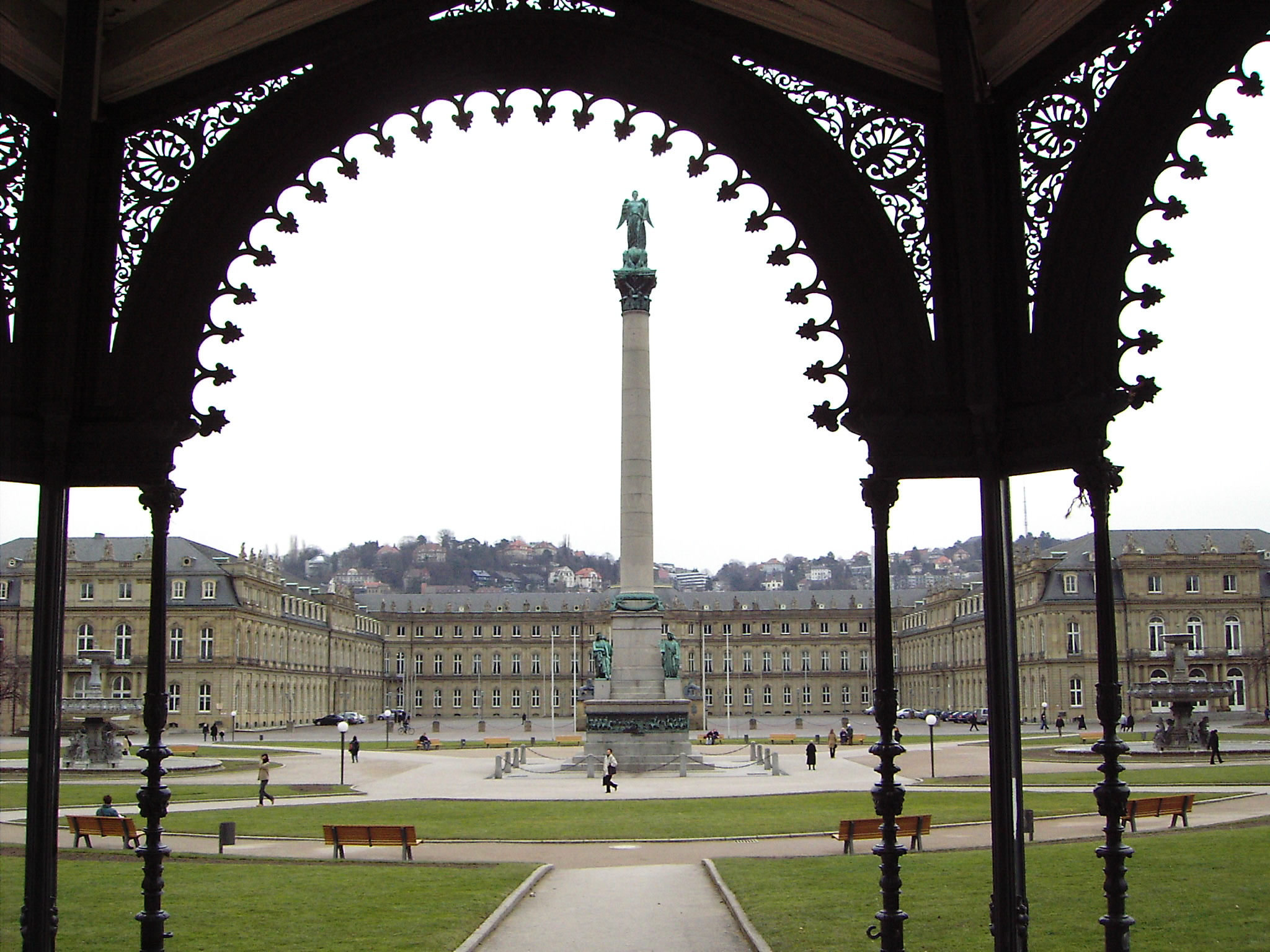
王宫广场
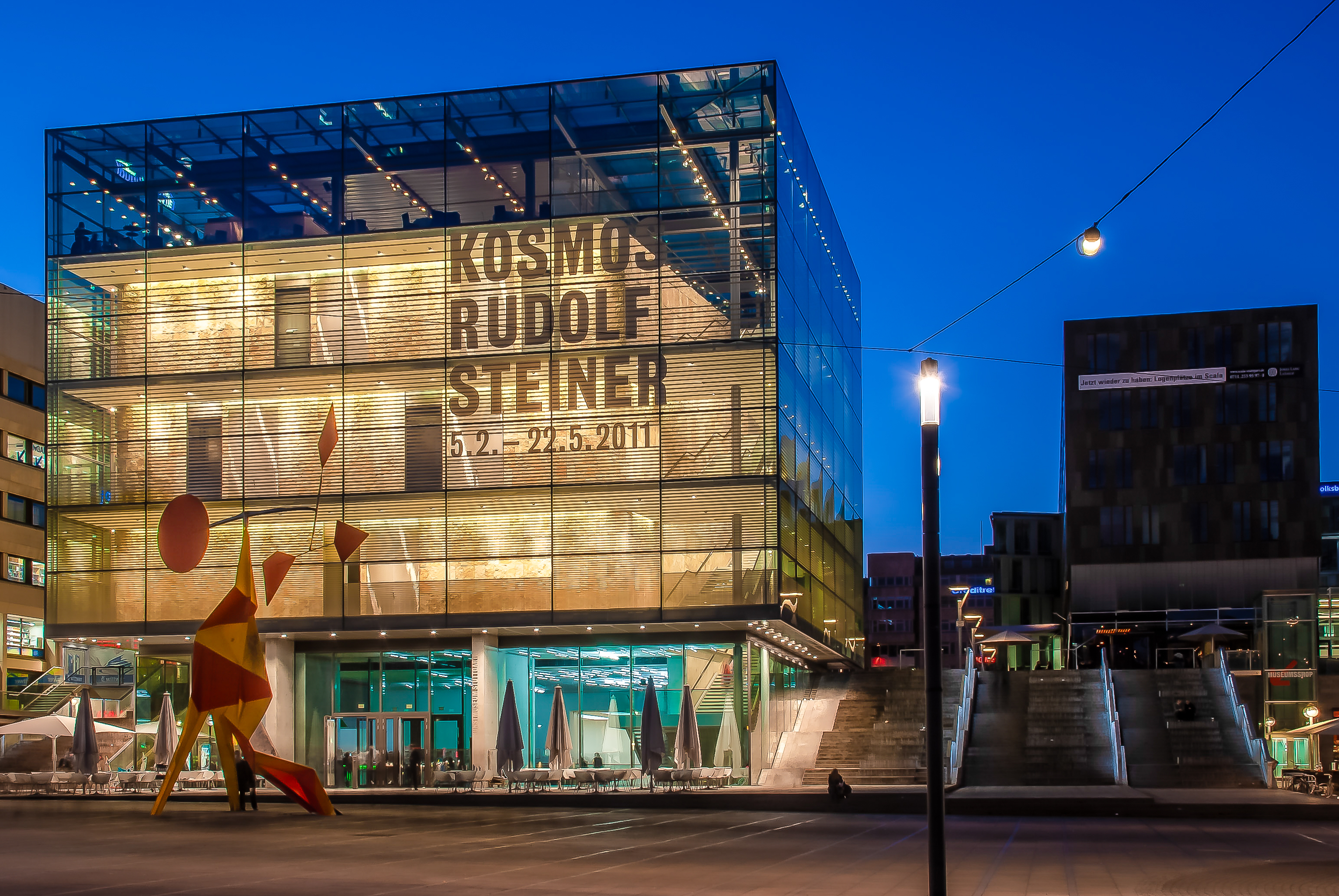
艺术博物馆